# Geórgios Samarás
Geórgios Samarás (en griego: Γεώργιος Σαμαράς) (Heraclión, Grecia, 21 de febrero de 1985) es un exfutbolista griego que jugaba como delantero o extremo izquierdo. Fue uno de los jugadores que marcó una época en la selección de fútbol de Grecia, con la que compitió durante casi una década.
Samarás inició su carrera en el OFI, antes de jugar en la Eredivisie para el Heerenveen en 2001. Hizo su debut con el primer equipo tres años después y después de tres temporadas con el club se incorporó a la Premier League para jugar en el Machester City por el precio de 6 millones de libras en el 2006. Después de que Sven-Göran Eriksson tomara el cargo del Manchester City como entrenador, Samarás cayó en desgracia con el primer equipo. En enero de 2008 fue cedido al Celtic de la Premier escocesa, quedándose así de manera permanente en el verano. Samarás ayudó al Celtic a ganar el campeonato escocés en el 2008, 2012, 2013 y 2014. Dejó el club al finalizar su contrato en 2014 y regresó a la Premier Inglesa con el West Bromwich Albion.
Pudo jugar con la selección de Australia, debido a que su padre, Ioannis Samarás, nació en Melbourne, Samarás eligió representar al país de nacimiento, Grecia, e hizo su debut en 2006. Ha sido un miembro regular en el equipo griego, teniendo más de 70 convocatorias y representando a su país en la Euro de 2008, la Copa Mundial de Fútbol de 2010, la Euro de 2012 y la Copa Mundial de Fútbol de 2014.

## Inicios
Samarás nació el 21 de febrero de 1985 en Heraclion, la capital de la isla griega de Creta. Su futbolista favorito fue Marco van Basten. Samarás fue también un aficionado del baloncesto y su padre, Ioannis Samarás, a menudo le permitía quedarse hasta las primeras horas de la mañana para que pudiera ver a su otro héroe, Michael Jordan.
En 1994, cuando tenía 10 años de edad, Samarás se unió a los héroes de su niñez, el OFI Creta. Su padre jugaba para ellos en ese tiempo y se retiró en 1996. Seis años después, se convirtió en gerente en jefe de la Academia, lugar que ocuparía hasta el 2000, año en que se convirtió entrenador. Samarás acredita a su padre altamente por ayudarle a empezar su carrera de futbolista. Su influencia hizo que Samarás entrenara todos los días de su infancia y también tuvo que pasar mucho tiempo detrás del OFI. Samarás dejó el club por el Heerenveen de la Eredivisie.

## Trayectoria

### Heerenveen
Samarás entró en el equipo de Heerenveen durante la temporada 2002/2003, contando con 18 años. Anotó tres goles en sus primeros cuatro partidos, los cuales fueron desde el banquillo. Esta condición hizo que el Heerenveen activara una cláusula de extensión de tres años en su contrato.
El primer gol de Samarás de la temporada 2003/2004 fue el 25 de octubre, en la derrota por 2-1 ante el NEC Nijmegen. El 3 de diciembre, Samarás anotó en la victoria del Heerenveen sobre el ADO Den Haag por 2-0. Su siguiente gol llegó 10 días después en el empate 1-1 contra el RBC Roosendaal. Luego anotó el 20 de diciembre, en la victoria frente al Roda JC por 2-1.
El primer tanto de Samarás en la temporada 2004/2005 llegó el 11 de septiembre, en una victoria por 2-0 sobre el De Graafschap. Luego anotó un gol ganador en el último minuto el 3 de octubre, asegurando para el Heerenveen los tres puntos ante el ADO Den Haag. El 28 de noviembre, Samarás anotó uno de los goles del Heerenveen mientras protagonizaban una remontada contra uno de los perseguidores del título, el Feyenoord, y asegurando un empate por 2-2. Luego anotó el 22 de enero, cuando el Heerenveen lo estaba haciendo muy bien en la Eredivisie, ganando al Den Bosch por 2-1. El 12 de marzo, Samarás anotaba un tanto que empataba el partido ante el RKC Waalwijk, pero el Heerenveen concedió un gol tardío y cayó derrotado por 2-1. El 2 de abril, Samarás anotó ayudando al Heerenveen a garantizar una conmocionante victoria por 2-1 frente al Ajax. 15 días después, Samarás anotó el empate cuando el Heerenveen vino de atrás para derrotar por 3-1 al Vitesse. Esta victoria subió al Heerenveen al quinto lugar en la tabla. En el siguiente partido Samarás, junto a Klaas-Jan Huntelaar, anotó un triplete ante los candidatos para el descenso, el RBC Roosendaal, quienes fueron derrotados por 7-1 ese día, y el Heerenveen finalizó en puestos europeos.
Al comienzo de la campaña de 2005/2006, se informó que el Sevilla estaría interesado por Samarás como reemplazo de Júlio Baptista. Mientras que el Arsenal también lo buscaba después de haber perdido la contratación de Baptista, algunas organizaciones noticieras había informado que el Arsenal ya había firmado a Samarás y que se uniría al final de la temporada. Sin embargo, el padre del jugador, Ioannis Samarás dijo que eso era falso y que su hijo quería quedarse en el club por otro año. Tras su brillante temporada, fue galardonado con el Golden Boy, mejor jugador joven de Europa, de la temporada 2005-2006. Samarás anotó el día de inicio de temporada, 20 de agosto, cuando ayudó al Heerenveen en una victoria por 5-4 sobre Roda JC. Cogió una lesión menor en la pierna en septiembre, que lo dejó fuera del partido del Heerenveen por la Copa de la UEFA ante el Baník Ostrava. Pero regresó a la acción el 23 de septiembre, y anotó cuando el Heerenveen ganó por 2-1 al NEC Nijmegen. El 14 de diciembre, Samarás anotó en la remontada del Heerenveen para derrotar al Levski Sofia por 2-1 en la Copa de la UEFA. El 30 de diciembre, Samarás anotó dos veces en la victoria del Heerenveen por 4-2 sobre el Ajax. En enero de 2006, el Arsenal y el Manchester City mostraron interés en contratar al delantero. Samarás trató de librarse de su contrato después de que el Heerenveen hubiera rechazado una oferta del Manchester City. Sin embargo, la comisión de arbitraje holandés dictaminó que no había motivos para terminar con su contrato. Samaraá anotó 25 goles en 88 apariciones para el Heerenveen.

### Manchester City
Samarás fichó por el Manchester City el 30 de enero de 2006 por £6 millones, un récord para un jugador griego. Le fue dado el número 20 en la camiseta. Samarás declaró que se sentía excitado al moverse con el Manchester City porque lo veía como la próxima etapa en su desarrollo. También dijo que le encantaba la idea de jugar en un equipo de la talla de jugadores como David James, Andy Cole y Trevor Sinclair. Hizo su debut para el City el 1.º de febrero, como sustituto de Cole al minuto 65 en una victoria en casa por 3-0 sobre el Newcastle United. Su primer gol con el club llegó en el siguiente partido en casa, frente al Charlton Athletic. El mes siguiente Samarás anotó en la victoria por 2-1 en casa frente al Aston Villa, para poner al City en cuartos de final de la League Cup. Ese fue su cuarto gol en seis apariciones. Samarás anotó un gol adicional en la temporada, durante la derrota por 2-1 frente al Tottenham Hotspur.
El primer gol de Samarás en la temporada de 2006/2007 llegó el 20 de septiembre, a pesar de esto, el City perdió por 2-1 en la League Cup frente al equipo de League One, el Chesterfield. Cuatro días después, Samarás anotó un doblete en lo que sería una victoria para el Manchester City por 2-0 frente al West Ham United. El City había ganado sólo tres de sus 16 juegos previos, y el club, al igual que Samaras, habían estado recibiendo muchas críticas de los fanes. En diciembre, el entrenador del City Stuart Pearce declaró públicamente que Samaras tendría que 'resistir', si quería ser un éxito en la Premier League. Dijo que el juego de Samarás no era lo suficientemente bueno, y que tendría que aprender a pasar mejor el balón y competir más eficazmente. Algunos fanes criticaron a Pearce por el contrato de Samarás, junto con otros jugadores extranjeros, quienes no se habían asentado del todo la juego inglés. El 2 de enero, Samarás vino de sustituto en el segundo tiempo y anotó dos veces en la victoria por 2-1 sobre el Everton. En marzo, el Daily Mirror informó que la razón por la cual el Manchester City estaban compitiendo tan mal era porque no tenían delanteros de calidad. Diciendo por ejemplo que los £6 millones gastados en Samarás se veían como un "muy mal negocio" especialmente comparado con los £2.5 millones que el Blackburn Rovers gastó en Benni McCarthy. También describieron a Samarás como un "pez fuera del agua" mientras luchaba en adaptarse al estilo de juego en Inglaterra. El 10 de marzo, el defensa Richard Dunne dijo que el sentía que la razón por la cual el City jugaba tan mal era porque los jugadores extranjeros, incluyendo a Samarás, estaban dando un lado negativo al no trabajar lo suficientemente duro. Samarás respondió a las críticas, diciendo que sentía que era culpa de Pearce que él no jugara bien porque el entrenador no le daba una racha regular de juegos. También dijo que sintió que una gran cantidad de críticas provenían de su alto precio de transferencia, diciendo que es normal que los jugadores caros sean criticados más que la mayoría, cuando no juegan bien. Samarás también dijo que había llegado en los períodos más difíciles que este y su confianza en sí mismo no sería sacudida, dijo que su deseo era convertirse en un jugador de la Liga de Campeones. El Daily Mail señaló que, pese a las críticas, Samarás había anotado más goles que cualquier otro jugador del City y que también fue responsable de los pocos aspectos más destacados de la temporada.
Sven-Göran Eriksson tomó el cargo de Pearce para la temporada 2007/2008 y, después de una juerga de gastos, Samarás habría sido considerado excedente para las necesidades del nuevo entrenador. El agente de Samarás, Paul Koutsoliakos, dijo que, a pesar del interés de toda Europa, su cliente quería permanecer en la Premier League y probar su habilidad. Samaras fue vinculado con un traspaso de £2.5 millones al Middlesbrough hacia el final de la ventana de transferencias pero terminó quedándose en el City. Eriksson afirmó que a pesar de que estaba muy sorprendido por Samarás al incorporarse por primera vez, sintió que el jugador había mejorado y adaptado al estilo de juego mucho durante la pretemporada y que ahora se sentía cómodo en el club. Samarás había sido muy criticado, e incluso abucheado por los aficionados del City en la temporada anterior y Eriksson dijo que esperaba que no volviera a ocurrir y que apreciaba el por qué Samaras podría haber encontrado dificultad al jugar bajo esas circunstancias. Samaras estaba a la talla de Valeri Bojinov y Rolando Bianchi en la ley del más fuerte y fue incluido en la lista de convocados el 25 de septiembre, cuando fue seleccionado para un partido de League Cup ante el Norwich City. Comenzó el partido y anotó un gol de último minuto que pondría al Manchester City en cuartos de final. Cuando llegó el mercado de invierno, Eriksson decidió vender a Samarás, entre otros, para tratar de recaudar fondos para el club. El Birmingham City le había seguido durante varias semanas y tenía una oferta de £2.5 millones, conociendo la valoración del Manchester City pero la retiraron una semana antes del final de la ventana de transferencias. Varios equipos, incluidos Rangers, Middlesbrough, Espanyol, Bolton Wanderers y Charlton Athletic expresaron su interés en ficharlo, pero fue por el Celtic al que finalmente se trasladó.
Samarás no pudo conseguir un puesto de titular en el primer equipo durante los dos años que estuvo en el Manchester City. Fue utilizado principalmente como sustituto, y anotó 12 goles en 63 apariciones con el club de Eastlands.

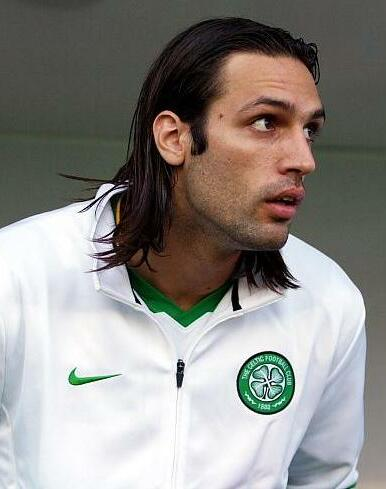
Samaras en 2009.

### Celtic
El 29 de enero de 2008, Samarás fichó por el Celtic de la Liga Premier Escocesa en un préstamo de seis meses, con la opción de compra para el club al final de su préstamo. Dijo que quería moverse al club porque necesitaba jugar en el primer equipo para entrar en escuadra griega para la Euro 2008. También dijo que se sintió atraído por la razón de que iba a jugar regularmente en competiciones Europeas con Celtic. Se le dio el número 9 en la camiseta a Samarás e hizo su debut el 4 de febrero, en una victoria por 5-1 en la Copa escocesa ante el Kilmarnock. Anotó el último gol del partido viniendo desde la banca. El 20 de febrero, entró de sustituto en la derrota del Celtic por 3-2 frente al Barcelona, en el que fue su primer partido de Champions League. Una semana después anotó el gol de la victoria por 2-1 contra el Inverness Caledonian Thistle y ayudó al Celtic a mantener la presión sobre los líderes de la liga, Rangers. Lugo anotó en el siguiente partido del Celtic, una victoria de 2-0 contra Hibernian, entrando como sustituto. El siguiente gol de Samarás llegó el 23 de marzo, vino de nuevo desde la banca y terminó con el partido anotando el 3-0 frente al Gretna. El 19 de abril, anotó el único gol del juego mientras el Celtic vencía al Aberdeen por 1-0, y subía al primer luga de la liga por primera vez en 2008. El mes siguiente, el 3 de mayo, Samarás entró otra vez desde la banca y anotó el gol vencedor. Su gol dio al Celtic la victoria por 2-1 contra el Motherwell y mantuvo al Celtic compitiendo por el título de liga. Celtic ganó el título el último día de la temporada, 22 de mayo, derrotando al Dundee United por 1-0. Samarás entró de sustituto y recogió sus primeras medallas de ganador al final del partido. La contribución de Samarás en la segunda mitad de la temporada le dio fuerza al Celtic para ganar el título, anotó importantes goles severos que mantenían vivas las esperanzas del Celtic por ganar el título. Su fichaje fue acreditado como lo que revivió el anterior bajo rendimiento de Jan Vennegoor of Hesselink.

### Real Zaragoza
El 6 de febrero de 2017 se hace oficial el acuerdo de incorporación Real Zaragoza hasta el final de la temporada 2016/17, a falta del reconocimiento médico. El miércoles 8 de febrero de 2017 es presentado en La Romareda.

## Selección nacional
Fue internacional con la selección de fútbol de Grecia en 81 ocasiones y anotó 9 goles. Su debut como internacional se produjo el 28 de febrero de 2006 en un partido contra Bielorrusia. En la Eurocopa 2012 (celebrada en Polonia y Ucrania) la selección griega de fútbol quedó eliminada en cuartos de final por la selección alemana de fútbol, consiguiendo Samarás uno de los goles de su equipo.

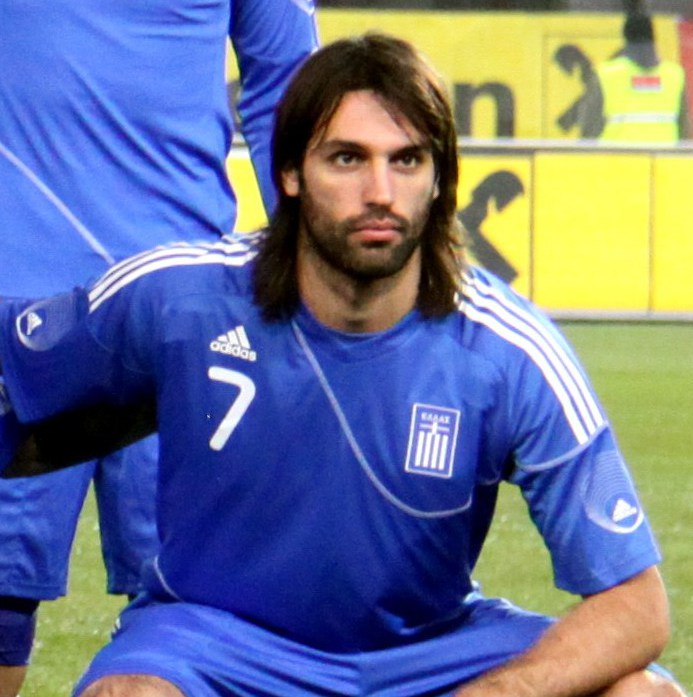
Samaras con la selección de Grecia.

Disputó la Copa Mundial de Fútbol de 2010, en Sudáfrica y su selección fue eliminada en primera fase, donde Samaras no anotó goles. El 19 de mayo de 2014, el entrenador de la selección griega Fernando Santos incluyó a Samarás en la lista final de 23 jugadores que representarán a Grecia en la Copa Mundial de Fútbol de 2014. El 24 de junio de 2014 hace historia al anotar de penal el gol que clasificaría a su selección a los octavos de final (por primera vez en su historia) del mundial Brasil 2014 en la cual se midieron a la selección de Costa Rica. El partido por los octavos de final ante los ticos terminó empatado a 1 en el tiempo reglamentario y en la prórroga, por lo que se definió por penales ganando Costa Rica por 5 goles a 3. Grecia quedaría eliminada en octavos de final de esa copa del mundo y hasta la fecha no han vuelto a participar de dicha competencia.

### Participaciones en Copas del Mundo
| Mundial                        | Sede      | Resultado        | Partidos | Goles |
| ------------------------------ | --------- | ---------------- | -------- | ----- |
| Copa Mundial de Fútbol de 2010 | Sudáfrica | Primera fase     | 3        | 0     |
| Copa Mundial de Fútbol de 2014 | Brasil    | Octavos de final | 4        | 1     |

### Participaciones en Eurocopas
| Copa          | Sede            | Resultado        | Partidos | Goles |
| ------------- | --------------- | ---------------- | -------- | ----- |
| Eurocopa 2008 | Austria Suiza   | Primera fase     | 1        | 0     |
| Eurocopa 2012 | Polonia Ucrania | Cuartos de final | 4        | 1     |

## Estadísticas

### Clubes
| Club                            | Div.          | Temporada     | Liga  | Liga  | Copas nacionales | Copas nacionales | Copas internacionales | Copas internacionales | Total | Total | Media goleadora |
| Club                            | Div.          | Temporada     | Part. | Goles | Part.            | Goles            | Part.                 | Goles                 | Part. | Goles | Media goleadora |
| ------------------------------- | ------------- | ------------- | ----- | ----- | ---------------- | ---------------- | --------------------- | --------------------- | ----- | ----- | --------------- |
| SC Heerenveen · Países Bajos    | 1.ª           | 2002-03       | 15    | 4     | 1                | 1                | -                     | -                     | 16    | 5     | 0,31            |
| SC Heerenveen · Países Bajos    | 1.ª           | 2003-04       | 27    | 4     | 3                | 0                | 6                     | 1                     | 36    | 5     | 0,14            |
| SC Heerenveen · Países Bajos    | 1.ª           | 2004-05       | 31    | 11    | 1                | 0                | 5                     | 0                     | 37    | 11    | 0,30            |
| SC Heerenveen · Países Bajos    | 1.ª           | 2005-06       | 15    | 6     | 1                | 1                | 5                     | 2                     | 21    | 9     | 0,43            |
| SC Heerenveen · Países Bajos    | Total club    | Total club    | 88    | 25    | 6                | 2                | 16                    | 3                     | 110   | 30    | 0,27            |
| Manchester City Inglaterra      | 1.ª           | 2005-06       | 14    | 4     | 2                | 1                | -                     | -                     | 16    | 5     | 0,31            |
| Manchester City Inglaterra      | 1.ª           | 2006-07       | 35    | 4     | 6                | 2                | -                     | -                     | 41    | 6     | 0,15            |
| Manchester City Inglaterra      | 1.ª           | 2007-08       | 5     | 0     | 2                | 1                | -                     | -                     | 7     | 1     | 0,14            |
| Manchester City Inglaterra      | Total club    | Total club    | 54    | 8     | 10               | 4                | -                     | -                     | 64    | 12    | 0,19            |
| Celtic F. C. Escocia            | 1.ª           | 2007-08       | 16    | 5     | 3                | 1                | 2                     | 0                     | 21    | 6     | 0,29            |
| Celtic F. C. Escocia            | 1.ª           | 2008-09       | 31    | 15    | 5                | 2                | 4                     | 0                     | 40    | 17    | 0,43            |
| Celtic F. C. Escocia            | 1.ª           | 2009-10       | 32    | 10    | 3                | 0                | 8                     | 3                     | 43    | 13    | 0,30            |
| Celtic F. C. Escocia            | 1.ª           | 2010-11       | 22    | 3     | 8                | 3                | 4                     | 1                     | 34    | 7     | 0,21            |
| Celtic F. C. Escocia            | 1.ª           | 2011-12       | 26    | 4     | 5                | 2                | 7                     | 0                     | 38    | 6     | 0,16            |
| Celtic F. C. Escocia            | 1.ª           | 2012-13       | 25    | 9     | 5                | 0                | 10                    | 5                     | 40    | 14    | 0,35            |
| Celtic F. C. Escocia            | 1.ª           | 2013-14       | 20    | 7     | 1                | 0                | 12                    | 4                     | 33    | 11    | 0,33            |
| Celtic F. C. Escocia            | Total club    | Total club    | 172   | 53    | 30               | 8                | 47                    | 13                    | 249   | 74    | 0,30            |
| West Bromwich Albion Inglaterra | 1.ª           | 2014-15       | 5     | 0     | 3                | 0                | -                     | -                     | 8     | 0     | 0,00            |
| West Bromwich Albion Inglaterra | Total club    | Total club    | 5     | 0     | 3                | 0                | -                     | -                     | 8     | 0     | 0,00            |
| Al-Hilal Arabia Saudita         | 1.ª           | 2015          | 5     | 0     | 3                | 2                | 3                     | 0                     | 11    | 2     | 0,18            |
| Al-Hilal Arabia Saudita         | Total club    | Total club    | 5     | 0     | 3                | 2                | 3                     | 0                     | 11    | 2     | 0,18            |
| Rayo Oklahoma Estados Unidos    | NASL          | 2016          | 24    | 2     | 1                | 0                | -                     | -                     | 25    | 2     | 0,08            |
| Rayo Oklahoma Estados Unidos    | Total club    | Total club    | 24    | 2     | 1                | 0                | -                     | -                     | 25    | 2     | 0,08            |
| Real Zaragoza · España          | 2.ª           | 2016-17       | 7     | 0     | -                | -                | -                     | -                     | 7     | 0     | 0,00            |
| Real Zaragoza · España          | Total club    | Total club    | 7     | 0     | -                | -                | -                     | -                     | 7     | 0     | 0,00            |
| Samsunspor Turquía              | 2.ª           | 2017-18       | 25    | 2     | 1                | 0                | -                     | -                     | 26    | 2     | 0,08            |
| Samsunspor Turquía              | Total club    | Total club    | 25    | 2     | 1                | 0                | -                     | -                     | 26    | 2     | 0,08            |
| Total carrera                   | Total carrera | Total carrera | 380   | 90    | 54               | 16               | 66                    | 16                    | 500   | 122   | 0.24            |

## Palmarés

### Títulos nacionales
| Título            | Club                 | País           | Año  |
| ----------------- | -------------------- | -------------- | ---- |
| Premier League    | Celtic F. C.         | Escocia        | 2008 |
| Copa de La Liga   | Celtic F. C.         | Escocia        | 2009 |
| Copa de Escocia   | Celtic F. C.         | Escocia        | 2011 |
| Premier League    | Celtic F. C.         | Escocia        | 2012 |
| Copa de Escocia   | Celtic F. C.         | Escocia        | 2013 |
| Premier League    | Celtic F. C.         | Escocia        | 2013 |
| Premier League    | Celtic F. C.         | Escocia        | 2014 |
| Copa de Campeones | Al-Hilal Saudi F. C. | Arabia Saudita | 2015 |